# Amrumer Odde
Die Amrumer Odde (Öömrang: Ood deutsch: „Spitze“) ist der nördlichste Teil der Insel Amrum und liegt nordöstlich der Ortschaft Norddorf auf Amrum in Schleswig-Holstein.

## Geographie
Die Amrumer Odde ist etwa zwei Kilometer lang und durchschnittlich 150 bis 200 Meter breit. Sie besteht überwiegend aus einem bis zu 24 Meter hohen Dünengürtel. Die Odde ist durch den stetig nach Osten bzw. Nordosten wandernden Kniepsand entstanden. Rund 150 Hektar der Odde sind als Naturschutzgebiet ausgewiesen, das vom Verein Jordsand betreut wird. Offiziell wird es als „Naturschutzgebiet Nordspitze Amrum auf der Insel Amrum im Kreis Südtondern“ oder als „Amrum-Odde“ bezeichnet. Die Odde dient zahlreichen Seevögeln als Nistplatz. Daher darf sie zur Brutzeit nur an der Küstenlinie umwandert werden. Zur Odde gehört ein kiesbedeckter Nehrungshaken, die eigentliche Nordspitze Amrums.

## Geschichte
Das Gebiet wurde 1936 als Naturschutzgebiet (NSG) ausgewiesen. Im selben Jahr wurde dort in einem Dünental ein reetgedecktes Vogelwärterhaus errichtet, das bis heute existiert (Stand 2019). Seit 1941 ist der Verein Jordsand mit der Pflege des Gebietes beauftragt. Zur Vermeidung eines Meeresdurchbruchs wurde 1955 an der schmalsten Stelle im Süden der Odde ein kurzer Deich in Längsrichtung errichtet. 1970 wurde das NSG vergrößert.

## Flora und Fauna
Auf der Westseite findet man Meersenf-Spülsäume. In den Dünen wachsen unter anderem Labkraut, Sand-Thymian, Viermänniges Hornkraut und Karthäuser-Nelke. Die Amrumer Odde ist Brutplatz zahlreicher Vogelarten. Rund 700 Heringsmöwenpaare, Silbermöwen, Eiderenten sowie Mittelsäger brüten hier. Auf der Kiesspitze brüten Zwergseeschwalben. Die Odde ist auch als Rastplatz und Überwinterungsgebiet für Vögel von Bedeutung.

## Fotografien

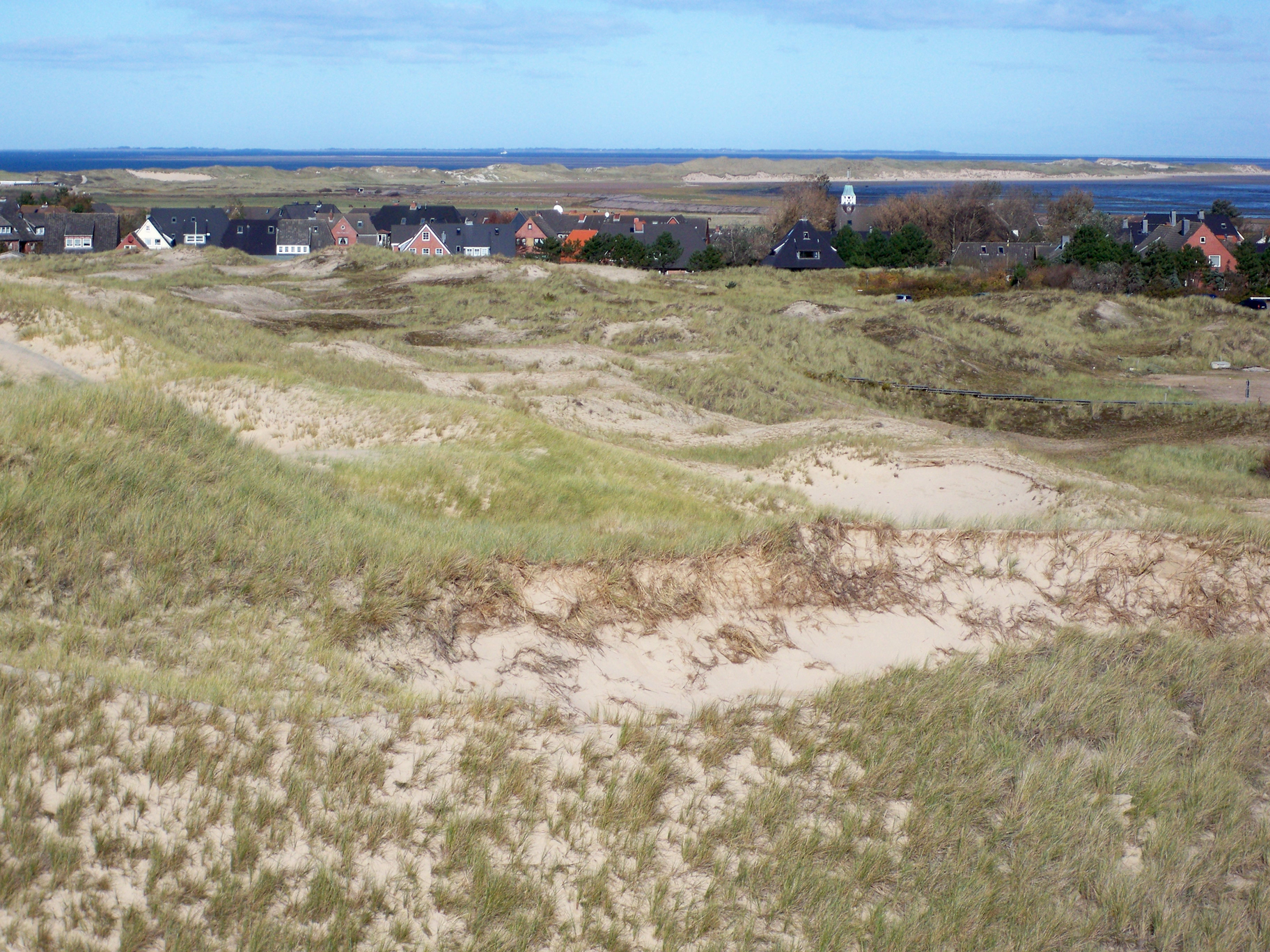
Die Odde (im Hintergrund rechts) von der Norddorfer Aussichtsdüne aus
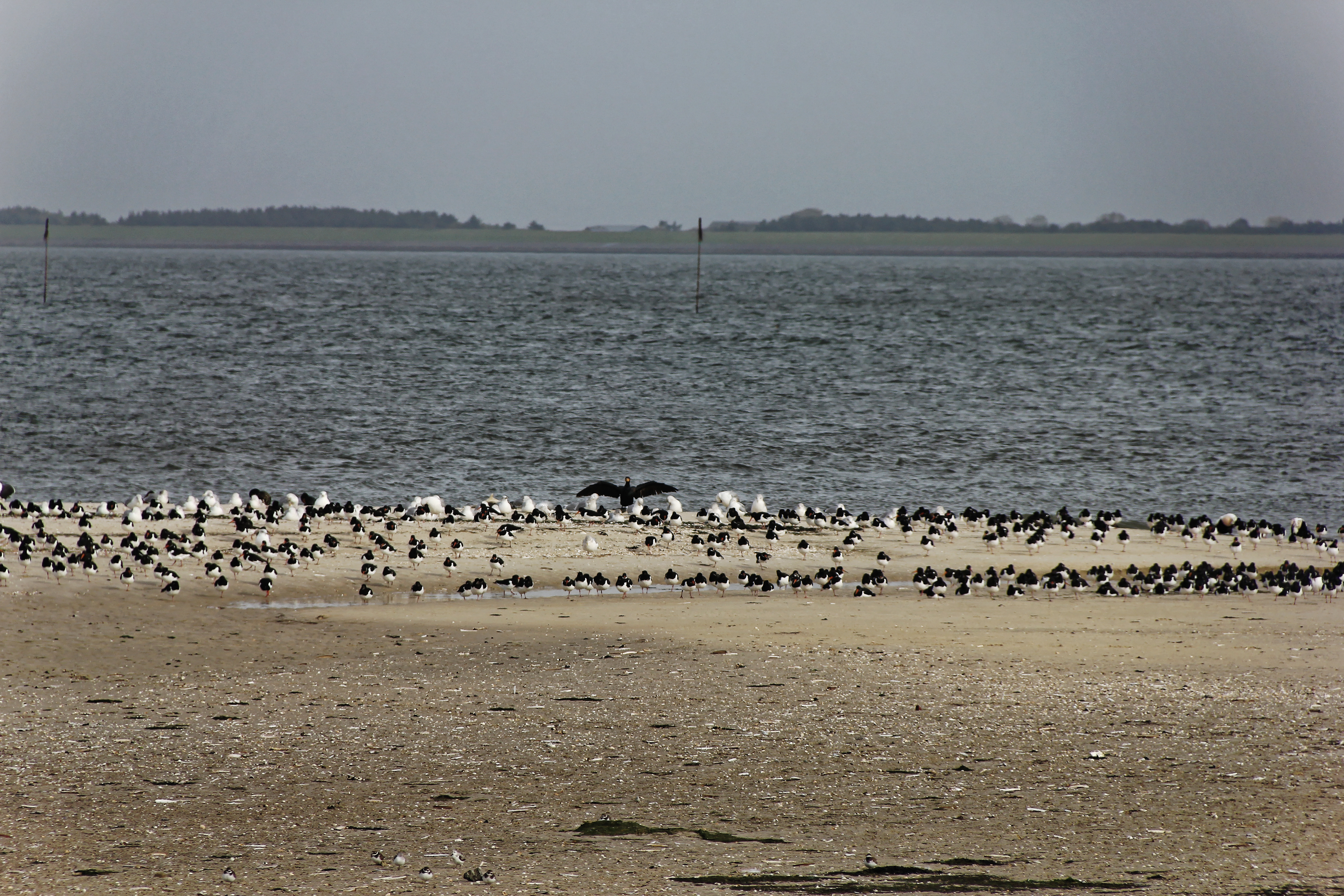
Nördliche Kiesspitze mit rastenden Vögeln, dahinter Föhr
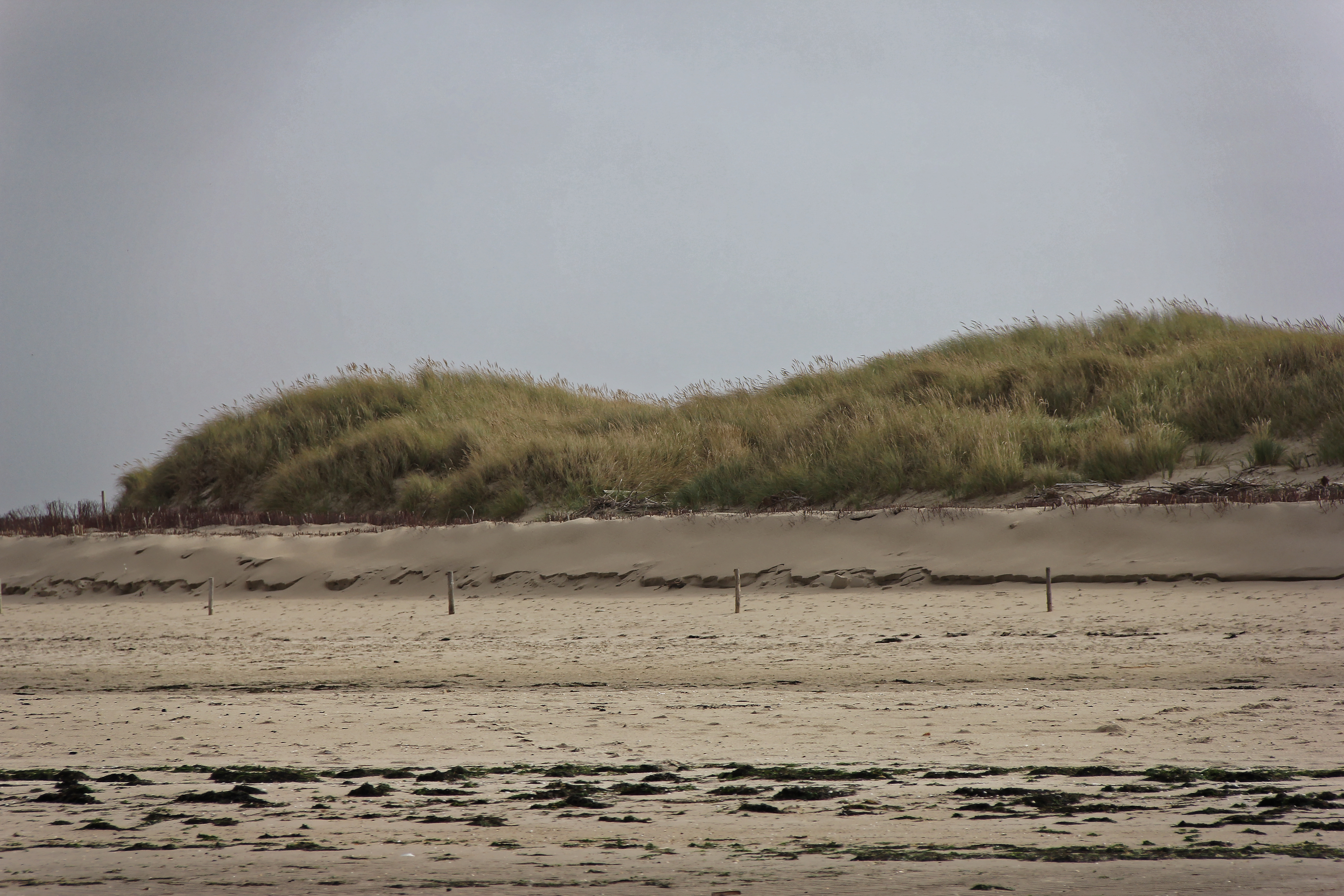
Dünen der Nordspitze
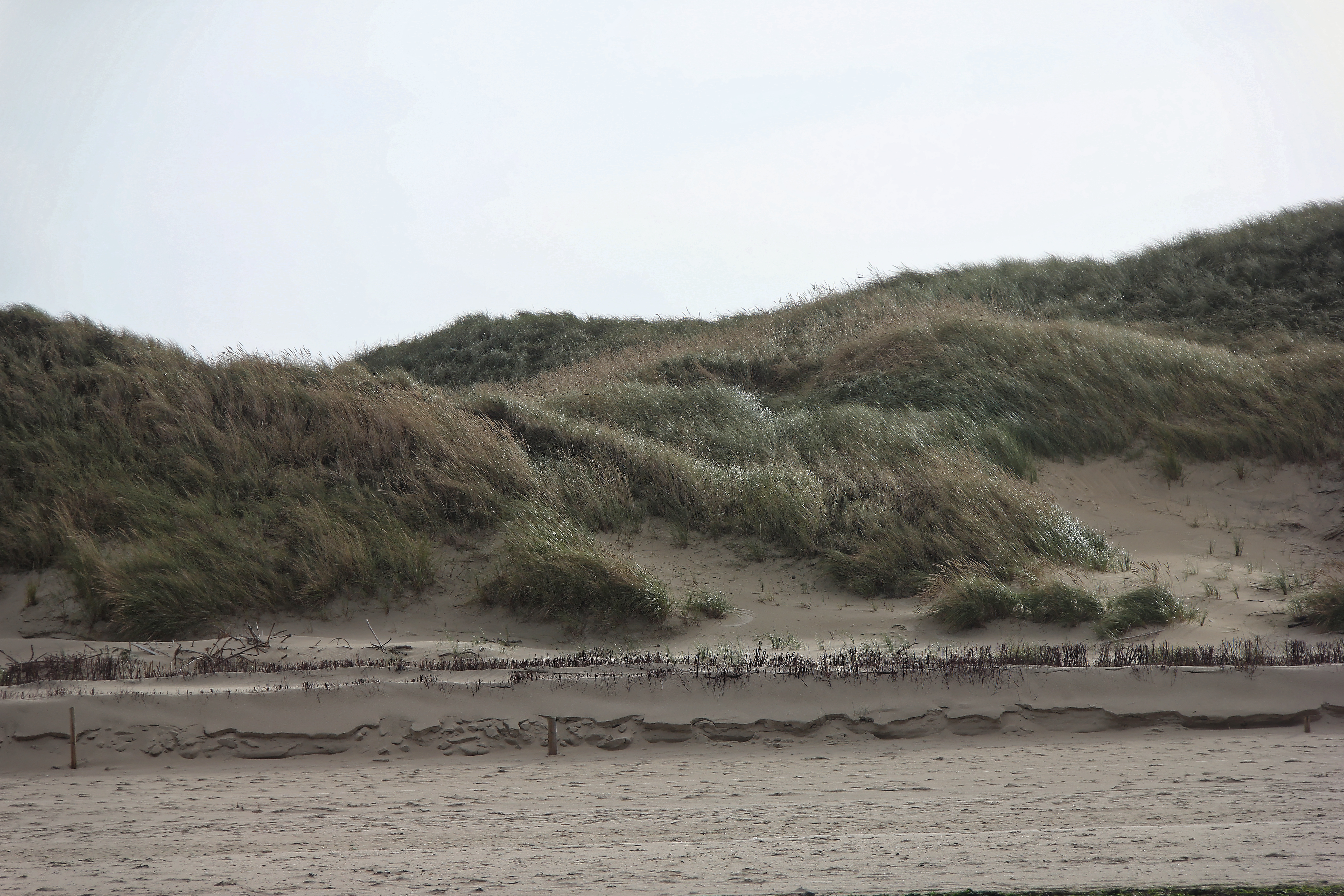
Dünen auf der Westseite
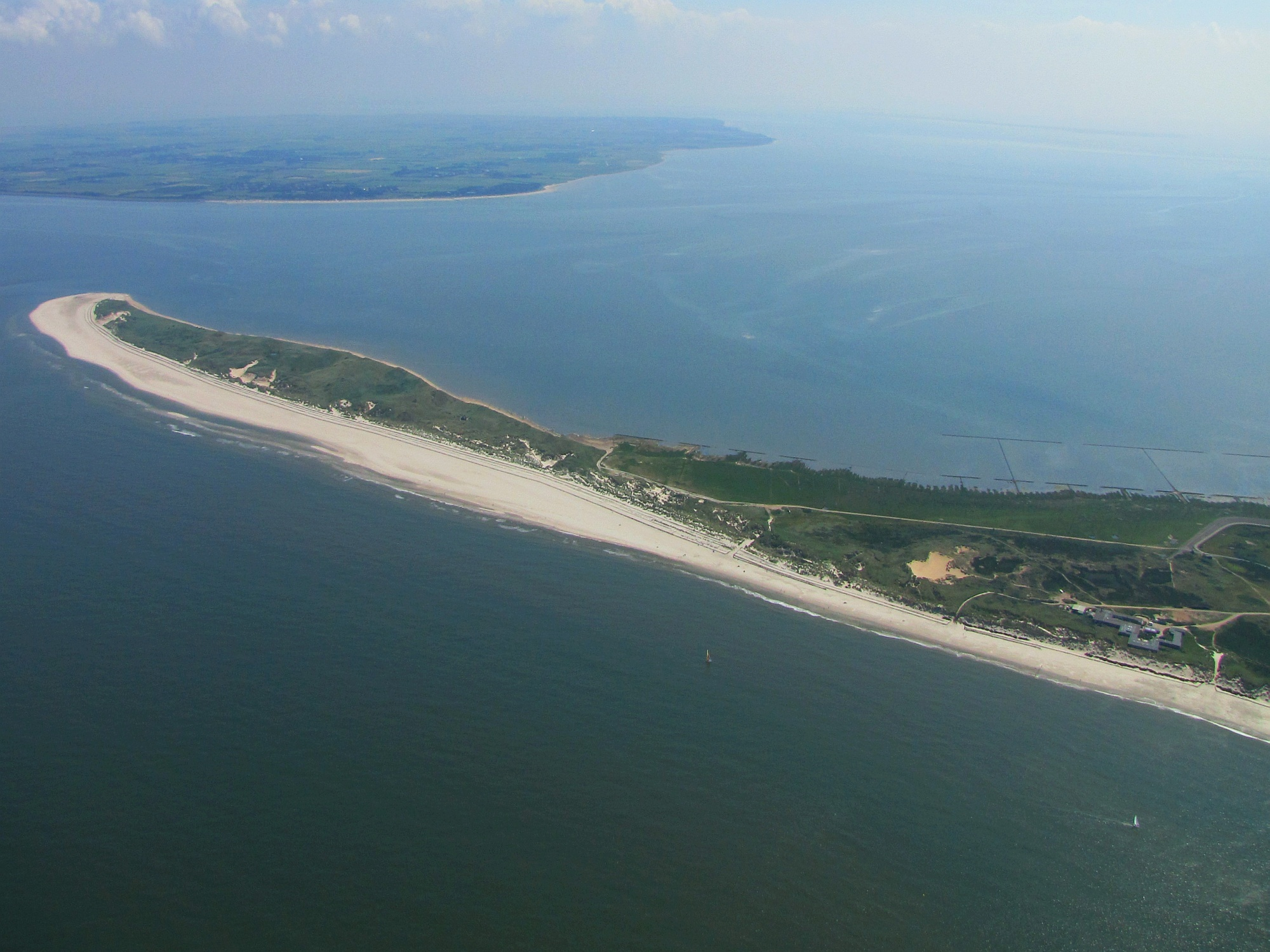
Der Norden Amrums mit der Odde, Ansicht von Westen
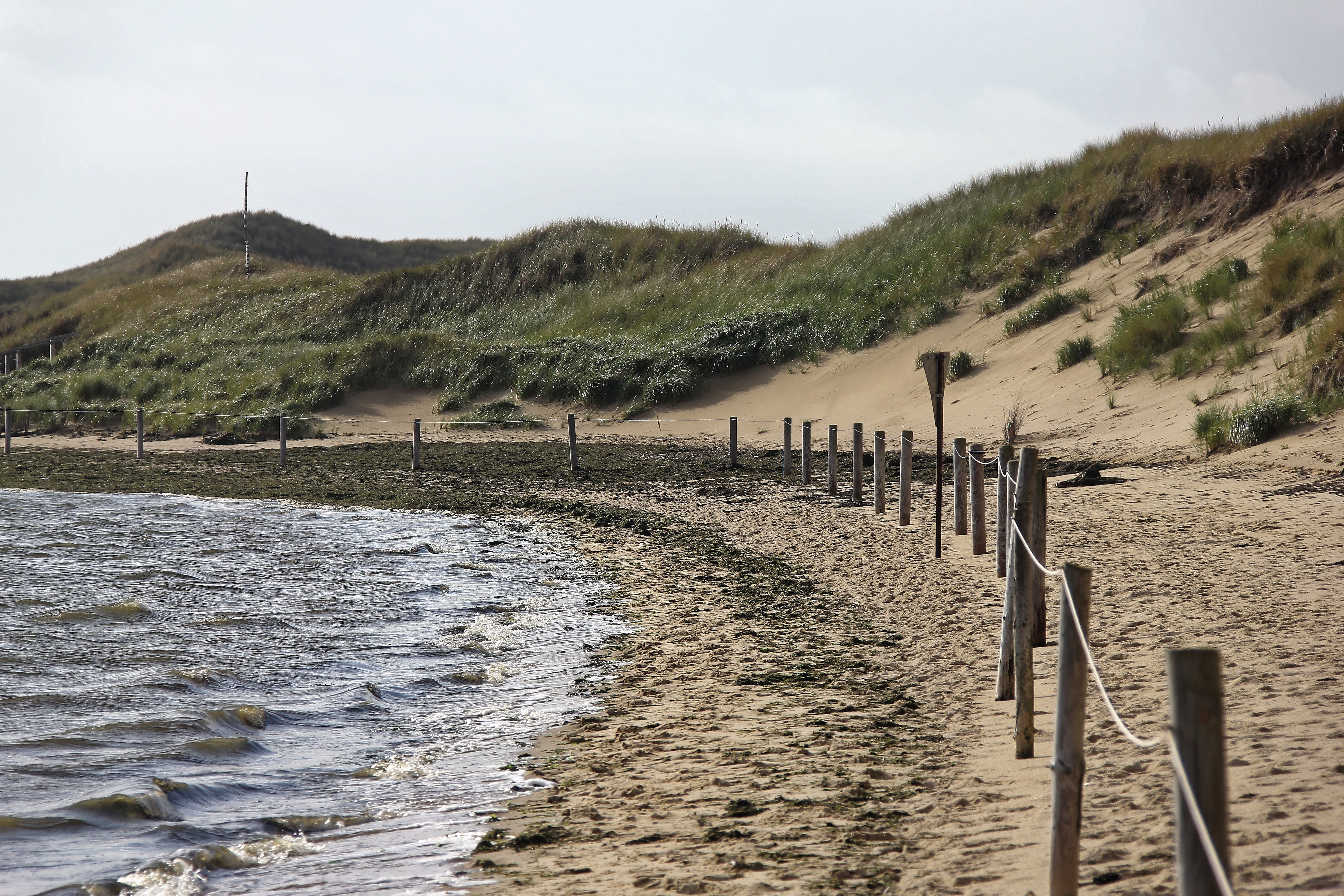
Dünen, Strand und Grenze des gesperrten Gebietes auf der Ostseite